# Clinton (Arkansas)
Clinton é uma cidade localizada no estado americano de Arkansas, no Condado de Van Buren.

## Demografia
Segundo o censo americano de 2000, a sua população era de 2283 habitantes.
Em 2006, foi estimada uma população de 2494, um aumento de 211 (9.2%).

## Geografia
De acordo com o United States Census Bureau, a localidade tem uma área de 30,0 km², dos quais 29,5 km² cobertos por terra e 0,5 km² cobertos por água. Clinton localiza-se a aproximadamente 197 m acima do nível do mar.

## Localidades na vizinhança
O diagrama seguinte representa as localidades num raio de 32 km ao redor de Clinton.